# همسازی و تعارض در هویت و قومیت
همسازی و تعارض در هویت و قومیت کتابی است از ناصر فکوهی.
این کتاب در سال ۱۳۸۹ و از سوی انتشارات گل آذین به چاپ رسید. این کتاب شامل ۲ فصی است که مجموعه‌ای ازمقالات علمی - پژوهشی نویسنده را در سال‌های پیشتر را با محوریت هویت‌های قومی و رابطه آن‌ها با هویت‌های ملی و جهانی در بر می‌گیرد.

## نقد همسازی و تعارض در هویت و قومیت
احسان هوشمند -کارشناس مسائل قومی ایران- در مقاله‌ای در فصلنامه گفتگو ایرادهای علمی و روشن‌شناختی این کتاب را یک به یک برشمرده و ویژگی‌های ژرونالیستی آن را نشان داده است.

## پی‌نوشت
1. ↑  گروه کتاب و رسانه (۱۱ اردیبهشت ۱۳۸۹). «همسازی و تعارض در هویت و قومیت». انسان‌شناسی و فرهنگ. بایگانی‌شده از اصلی در ۱۶ مه ۲۰۱۱. دریافت‌شده در ۸ فروردین ۱۳۹۰. از پارامتر ناشناخته |ماه= صرف‌نظر شد (کمک)
2. ↑  «نقدی بر  همسازی و تعارض در هویت و قومیت». انجمن پژوهشی ایرانشهر. ۶ بهمن ۱۳۹۱. بایگانی‌شده از اصلی در ۲۳ مارس ۲۰۱۳. دریافت‌شده در ۱۱ مارس ۲۰۱۳.